# Kobalt

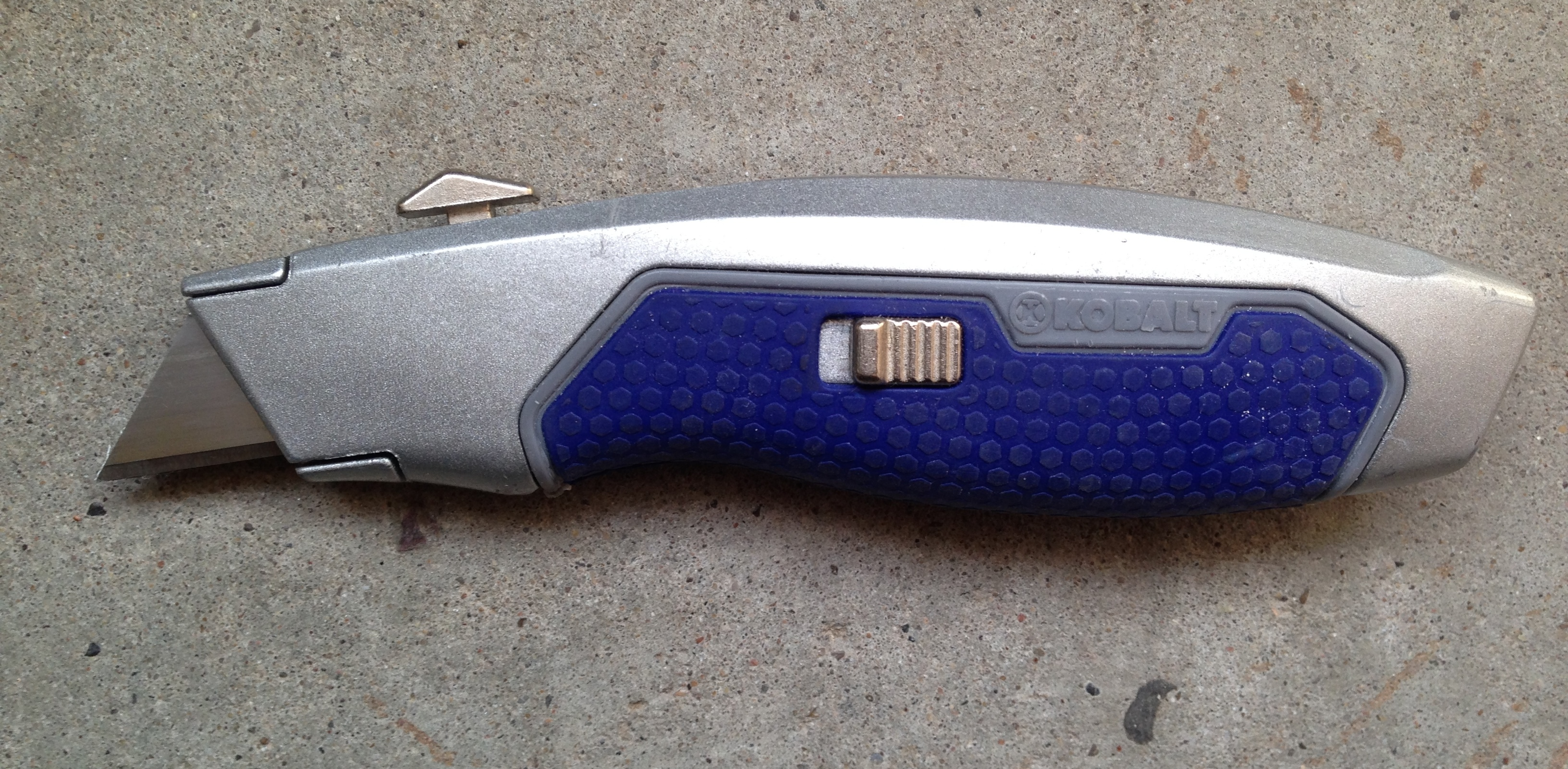
Canivete da Kobalt.

A Kobalt é uma empresa de ferramentas dos Estados Unidos, subsidiária do grupo Lowe's criada em 1998 para competir com a Craftsman e Husky.